# 浙江工業大学之江学院
浙江工業大学之江学院（せっこうこうぎょうだいがくしこうがくいん、中国語: 浙江工业大学之江学院、英: Zhijiang College of Zhejiang University of Technology）は、中華人民共和国の大学。浙江省杭州市西湖区にキャンパスがある。学生数は約7,500名

## 沿革
1999年に開校。2004年に独立学院となる。2013年9月から紹興の新校区が使用され始めた。。

## おもな専攻
- 経資学院
- 信息工程学院
- 外国語学院
- 人文科学学院
- 機電学院
- 建築学院
- 創意設計学院
- 中旅学院

## キャンパス
現在キャンパスは杭州市内と、2013年9月より使用の始まった紹興新キャンパスの2つがある。
2016年度から建築学院など一部の専攻以外は紹興キャンパスに一本化される予定である。

## その他
- 学校内に社区（日本で言う町に相当）があり、一部施設を大学と共有している。

- 2014年度の武書連中国大学ランキング独立学院版で総合五位を獲得した。[2]。